# Nigerose

SNFG-Darstellung von Nigerose

Nigerose ist ein Disaccharid aus zwei 1,3-glycosidisch verbundenen D-Glucose-Molekülen. Es ist das Anomer zu Laminaribiose.

## Vorkommen
In der Natur findet man Nigerose in Tomaten, Bienenhonig (1,7 % der Oligosaccharid-Fraktion) und Bier. Die Verbindung wurde 1959 von I.C. MacWilliam und A.W. Phillips erstmals isoliert.

## Gewinnung und Darstellung
Nigerose kann biotechnologisch gewonnen werden.

## Eigenschaften
Nigerose ist ein nicht fermentierbarer Zucker, der durch teilweise Hydrolyse von Nigeran, einem Polysaccharid, das in Schwarzschimmel vorkommt, gewonnen wird, aber auch leicht aus Dextranen, die in Reisschimmel und vielen anderen fermentierenden Mikroorganismen, wie Leuconostoc mesenteroides, vorkommen, extrahiert werden kann. Es handelt sich um ein Disaccharid, das aus zwei Glucoseresten besteht, die über eine 1→3-Bindung verbunden sind. Es ist ein Produkt der Karamellisierung von Glucose. Es ist ein Reversionsprodukt der Glucose bei Säureeinwirkung.